# Austin Peralta
Pour les articles homonymes, voir Peralta.
 (octobre 2022).
La mise en forme du texte ne suit pas les recommandations de Wikipédia : il faut le « wikifier ».
Les points d'amélioration suivants sont les cas les plus fréquents. Le détail des points à revoir est peut-être précisé sur la page de discussion.
- Les titres sont pré-formatés par le logiciel. Ils ne sont ni en capitales, ni en gras.
- Le texte ne doit pas être écrit en capitales (les noms de famille non plus), ni en gras, ni en italique, ni en « petit »…
- Le gras n'est utilisé que pour surligner le titre de l'article dans l'introduction, une seule fois.
- L'italique est rarement utilisé : mots en langue étrangère, titres d'œuvres, noms de bateaux, etc.
- Les citations ne sont pas en italique mais en corps de texte normal. Elles sont entourées par des guillemets français : « et ».
- Les listes à puces sont à éviter, des paragraphes rédigés étant largement préférés. Les tableaux sont à réserver à la présentation de données structurées (résultats, etc.).
- Les appels de note de bas de page (petits chiffres en exposant, introduits par l'outil «  Source ») sont à placer entre la fin de phrase et le point final[comme ça].
- Les liens internes (vers d'autres articles de Wikipédia) sont à choisir avec parcimonie. Créez des liens vers des articles approfondissant le sujet. Les termes génériques sans rapport avec le sujet sont à éviter, ainsi que les répétitions de liens vers un même terme.
- Les liens externes sont à placer uniquement dans une section « Liens externes », à la fin de l'article. Ces liens sont à choisir avec parcimonie suivant les règles définies. Si un lien sert de source à l'article, son insertion dans le texte est à faire par les notes de bas de page.
- La présentation des références doit suivre les conventions bibliographiques. Il est recommandé d'utiliser les modèles {{Ouvrage}}, {{Chapitre}}, {{Article}}, {{Lien web}} et/ou {{Bibliographie}}. Le mode d'édition visuel peut mettre en forme automatiquement les références.
- Insérer une infobox (cadre d'informations à droite) n'est pas obligatoire pour parachever la mise en page.

Pour une aide détaillée, merci de consulter Aide:Wikification.
Si vous pensez que ces points ont été résolus, vous pouvez retirer ce bandeau et améliorer la mise en forme d'un autre article.
Austin Topper Peralta (25 octobre 1990 - 21 novembre 2012) est un pianiste et compositeur de jazz américain originaire de Los Angeles.

## Jeunesse
Austin Peralta est né le 25 octobre 1990 de l'union de la cinéaste Joni Caldwell et du skateboarder et réalisateur des Z-Boys Stacy Peralta. Peralta a commencé le piano à l'âge de cinq ans et est rapidement devenu un virtuose,. À 10 ans, alors qu'il apprenait le piano classique, il a développe un intérêt pour le jazz en découvrant un CD de Bill Evans prêté par un ami. Peralta a étudié le piano classique pendant cinq ans à l'Université de Pepperdine et plus tard avec le pianiste de jazz Alan Pasqua. En 2003, à l'âge de 12 ans, Peralta a reçu le Shelly Manne New Talent Award de la Los Angeles Jazz Society, qui lui a été remis par Quincy Jones. En plus du piano, Peralta a également joué de la contrebasse, de la batterie et du saxophone,.

## Carrière
À un jeune âge, Peralta s'est produit à Los Angeles avec le Gerald Wilson Orchestra dans des clubs comme la Jazz Bakery et le Blue Whale. À 15 ans, il se produit au Festival de Jazz de Tokyo 2006 avec son groupe The Hour Trio et avec Chick Corea et Hank Jones.
En 2006, il sort deux albums: Maiden Voyage avec le bassiste Ron Carter et Mantra avec le bassiste Buster Williams.
En 2011, Peralta rencontre Steven Ellison (alias Flying Lotus) et rejoint son label Brainfeeder pour la production de son dernier album, Endless Planets. Si Peralta avait refusé de faire la promotion de ses deux premiers albums, estimant que son producteur ne lui permettait pas d'exprimer sa vision artistique, il explique que le label Brainfeeder lui a permis de défier les genres conventionnels et d'exprimer sa spiritualité à travers sa musique.
Peralta a composé et interprété la partition du documentaire What Happened to Kerouac? (2012) et est apparu sur la piste "DMT Song" sur l'album Until the Quiet Comes (2012). Peralta était un membre du groupe de jazz The Cinematic Orchestra et s'est produit régulièrement avec Allan Holdsworth et Virgil Donati.
Peralta était un collaborateur régulier de Flying Lotus et Thundercat et a fait des enregistrements avec Teebs, Strangeloop et Erykah Badu.

## Mort
Peralta est décédé le 21 novembre 2012, à l'âge de 22 ans. Le rapport du médecin légiste du comté de Los Angeles indique que la cause de décès est une pneumonie virale aggravée par une combinaison d'alcool et de drogues.

## Deathgasm
Peralta a nommé son groupe Deathgasm. Ce nom est inspiré du Bardo Thodol (le soi-disant livre tibétain des morts ) et du film Enter the Void de Gaspar Noé. Peralta estimait que sa musique avait le pouvoir d'évoquer des lieux spirituels similaires à la mort, l'orgasme ou l'amour, d'où le nom du groupe.
Membres
- Austin Peralta : leader
- Miguel Atwood-Ferguson : violon, alto
- Sam Gendel : saxophone
- Ryan McGillicuddy : basse
- Zac Harmon : batterie, tabla
- Ian Simon (Earnest Blount) : électronique, ordinateur portable
- Ben Olsen : vidéo / photographie

## Discographie
- Maiden Voyage (Eighty-Eight's) (2005)
- Mantra (Eighty-Eight's) (2006)
- Planètes sans fin ( Brainfeeder ) (2011)

Single
- Views of Saturn Vol. 2 (2012)

Avec The Hour Trio
- Inta 'Out (2005)

Collaborations ponctuelles
- Grey Reverend - 'A Hero's Lie' (2013) [14]
- Octavious Womack - 'Superstar' (2012)
- Flying Lotus - 'DMT'
- Teebs - Collections 01 (2011)
- Thundercat - L'âge d'or de l'apocalypse (2011)
- Strangeloop - "Fields" (2011)
- Erykah Badu - "New Amerykah Part Two: Return of the Ankh" (2010)
- Shafiq Husayn - "En 'A-Free-Ka" (2009)
- Tim Ries - "Le monde des pierres: le projet des Rolling Stones II" (2007)
- Adam Rudolph & Go: Organic Orchestra - "Thought Forms" (2006)